# 小幡和輝
小幡 和輝（おばた かずき、1994年7月20日 - ）は日本の実業家。わかやまコンシェルジュ理事長。合同会社和－なごみ代表社員。ワタナベエンターテインメント所属。
2016年からはグローバルシェイパーズコミュニティーの大阪ハブのメンバーをつとめる。

## 経歴
1994年7月20日、和歌山県有田郡湯浅町で生まれる。小学校2年生時に、なんとなく学校に行きたくなくなり同級生に殴られたことをきっかけに不登校になる。不登校時代には3万時間もゲームをやり続けていた引きこもりだった。中学校卒業後、和歌山県立耐久高等学校定時制に入学する。
2013年2月1日合同会社 和-なごみを設立し社長となる。同年3月31日、和歌山市雑賀町に高校生がボランティアでで運営するカフェ「ESPOIR」をオープンさせた。同年12月23日、2014年11月23日に開催されたイベント「和歌山コレクション」のオーディションの特別審査員をつとめた。
2014年、和歌山大学観光学部に入学。同年3月23日、和歌山県JAビルに堀江貴文を呼び、「すべてを失ったいま、伝えたいことがある。～私が『ゼロ』を書いた本当の理由」と題した講演会を開催した。2015年1月に学生起業家たちの発表会のアジア大会（フィリピン開催）で入賞し、4月には世界大会に出場。同年8月15日、QREATORSと契約した。同年11月25日、ネクストビジョンプロジェクト実行委員会が開催した初の講演会「創業者SELECTION」にて講師を本谷紗己らとつとめた。
和歌山活性化プロジェクト「WAKA!!」の実行委員長になり、2016年3月27日にイベント「WAKA祭～青春はみかん味」を開催。同年4月に自身が理事長となりわかやまコンシェルジュ認定協会を発足し、インターネットで検定を受けてもらい、合格者は「わかやまコンシェルジュ」を名乗れる制度を作った。同年6月19日には、イベント「TEDｘワカヤマユニバーシティ」を開催。同年の参院選では、和歌山県の十代の投票率日本一を目指し、ネットで配信する座談会を開いたり、和歌山大学内に期日前投票所設置を選挙管理委員会に提案したり若者目線のキャッチフレーズを付けたポスターを作成するなどの和歌山リア10プロジェクトを展開した。同年9月にはわかやまトランプを発案し、クラウドファンディングで目標金額の約307%の寄付を集め作製した。同年12月15日、わかやまコンシェルジュはCAMPFIREの和歌山県公式エリアパートナーとなる。2017年6月10日～11日、高野町の三宝院にて全国各地で地域再興に取り組む関係者が集う「地方創生会議 イン 高野山」を開催。同イベントが話題となりNPO法人学生ネットワークWANが、12月16日に「地方創生会議 in 福岡」を九州大学で行った。
2017年9月5日、和歌山市観光協会のアドバイザーに就任した。2017年7月～10月、不登校から起業家となった経験を本にし、学校の図書館に置いてもらうクラウドファンディングを行い、129％の支援を受け、11月に出版。
2018年1月19日、自らが代表を務める地方創生会議が、デジサーチアンドアドバタイジングと共に、NagomiShareFund 売上連動支払型投資事業組合を2017年12月29日に設立したことを自身のブログで発表し、6月30日と7月1日に「地方創生会議 in 高野山」第2回を行った。
2018年4月、内閣府地方創生推進事務局が定める18年度の地域活性化伝道師に認定された。
2018年8月19日、不登校支援をしている中、全国100カ所で開催された不登校の当事者が集まるイベント「＃不登校は不幸じゃない」の発起人を務めた。
2019年4月1日、総務省が定める地域力創造アドバイザー（取組分野は観光振興・交流、若者自立支援）に認定された。
2019年5月、学校に無理をして通う子や、生徒の気持ちが分からず対応に苦しむ教員にも読んでほしいと、400を超える和歌山県内全ての小中学校に著書「学校は行かなくてもいい」を１冊ずつ寄贈した。
同年同月、不登校だった時代にゲームで救われた経験を元に、著書「ゲームは人生の役に立つ。生かすも殺すもあなた次第」を出版した。
2019年7月5日、和歌山市観光発信人に任命された。
2019年10月1日、日本初、ゲームのオンライン家庭教師『ゲムトレ』を開始した。
2020年4月1日、情報経営イノベーション専門職大学の客員講師に委嘱された。
2020年4月10日、ゲムトレが第5回日本アントレプレナー大賞のエンタメ部門ピーアーク賞を受賞した。
2020年8月5日、クラウドワークスとWEBライター育成特別プログラムを開講した。
2020年11月11日、「学校では教えてくれない 稼ぐ力の身につけ方」を出版した。
2021年7月8日、「クラスジャパン」の教育アドバイザーに就任した。
2020年東京オリンピック・パラリンピックの公式SNSの運用担当者としてアカウントの管理、コンテンツ制作を行った。
2021年12月20日、「勉強ばかりしてないで、ゲームしなさい」というメッセージ広告を四国新聞に出した。
2022年5月20日、ワタナベエンターテインメントに所属した。
2022年9月、2014年に入学した和歌山大学を卒業。同時に学長表彰された。
2024年4月2日、和歌山県の新総合計画策定アドバイザーへの就任が発表された。
2024年6月23日、囲碁の段位認定大会が日本棋院で開催され、勝ち越して五段に認定された。

## 寄稿
- 小幡和輝 - ハフポスト日本版
- 和歌山を輝かせる ｰ 日経カレッジカフェ
- 小幡 和輝 - Forbes Japan

## 著書
- 「不登校から高校生社長へ」（2017年11月、クラウドファンディングによる[53]）
- 学校は行かなくてもいい ――親子で読みたい「正しい不登校のやり方」 （2018年7月、健康ジャーナル社）ISBN 978-4907838904
- ゲームは人生の役に立つ。～生かすも殺すもあなた次第（2019年5月、エッセンシャル出版社）ISBN 978-4907838997
- 学校では教えてくれない 稼ぐ力の身につけ方（2020年11月、小学館）ISBN 978-4092272323
- 子どもが不登校になる9つの原因 不登校の専門家が親御さんの対応方法を年代別に解説【小学生・中学生・高校生対応】（2024年4月）Kindle版